# Giuseppe Trenzani
Giuseppe Trenzani (Orzinuovi, 27 gennaio 1924 – ...) è stato un calciatore italiano, di ruolo centrocampista.

## Carriera
Nel giugno del 1946 gioca con le rondinelle tre partite di Coppa Alta Italia. Debutta in Serie B nel 1947-1948 il 16 novembre 1947 a Magenta, in Magenta-Brescia (0-2), con il Brescia disputa quattro consecutivi campionati cadetti, dal 1947 al 1951, per un totale di 88 presenze e 4 reti.
Nel 1951 passa alla Carbosarda in Serie C, restandovi per sei stagioni comprensive di una retrocessione in IV Serie nel 1951-1952 e della successiva risalita in Serie C al termine del campionato 1952-1953. Nel Sulcis milita con altri giocatori bresciani, Giordano Turotti, Alfredo Vincenzi e Renato Dioni.

## Palmarès

### Club

#### Competizioni nazionali
- IV Serie: 1

Carbosarda: 1952-1953